# GM Europa Ovini
L'equip GM Europa Ovini és un equip ciclista italià, de ciclisme en ruta. Creat el 2015, té categoria continental.

## Principals resultats
- Gran Premi Adria Mobil: Filippo Fortin (2016), Antonino Parrinello (2017)
- Belgrad-Banja Luka II: Filippo Fortin (2016)

### A les grans voltes
- Giro d'Itàlia
  - 0 participacions

- Tour de França
  - 0 participacions

- Volta a Espanya
  - 0 participacions

## Composició de l'equip
| \| Llista de l'equip 2016 \| Llista de l'equip 2016 \| Llista de l'equip 2016 \| Llista de l'equip 2016 \| \| Ciclista \| Data de naixement \| Equip previ \| \| \| --------------------------------------- \| ---------------------- \| -------------------------- \| ---------------------- \| \| Ivan Balikin \| 26 de novembre de 1990 \| RusVelo (2015) \| \| \| Federico Borella \| 13 de octubre de 1989 \| \| \| \| Federico Burchio \| 21 de març de 1996 \| \| \| \| Andrea Di Federico \| 15 de febrer de 1995 \| \| \| \| Andrea Di Renzo \| 24 de gener de 1995 \| \| \| \| Antonio Di Sante \| 25 de setembre de 1993 \| \| \| \| Filippo Fortin \| 1 de febrer de 1989 \| Bardiani CSF (2014) \| \| \| Fabrizio Galeno \| 26 de maig de 1997 \| \| \| \| José Márquez Romero \| 20 de desembre de 1990 \| \| \| \| Rossano Mauti \| 31 de maig de 1997 \| \| \| \| Luca Milano \| 3 de juny de 1997 \| \| \| \| Davide Pacchiardo \| 30 de maig de 1990 \| \| \| \| Gianmarco Rossi \| 6 de març de 1997 \| \| \| \| Matteo Rotondi \| 26 de setembre de 1996 \| \| \| \| Andrea Ruscetta \| 17 de gener de 1990 \| \| \| \| Andrei Sazanov \| 25 de gener de 1994 \| Russian Helicopters (2014) \| \| \| \| \| \| \| \| Fonts: ProCyclingStats Cycling Archives \| \| \| \| |                        |                            |  |
| Llista de l'equip 2016 |                        |                            |  |
| Ciclista | Data de naixement      | Equip previ                |  |
| Ivan Balikin | 26 de novembre de 1990 | RusVelo (2015)             |  |
| Federico Borella | 13 de octubre de 1989  |                            |  |
| Federico Burchio | 21 de març de 1996     |                            |  |
| Andrea Di Federico | 15 de febrer de 1995   |                            |  |
| Andrea Di Renzo | 24 de gener de 1995    |                            |  |
| Antonio Di Sante | 25 de setembre de 1993 |                            |  |
| Filippo Fortin | 1 de febrer de 1989    | Bardiani CSF (2014)        |  |
| Fabrizio Galeno | 26 de maig de 1997     |                            |  |
| José Márquez Romero | 20 de desembre de 1990 |                            |  |
| Rossano Mauti | 31 de maig de 1997     |                            |  |
| Luca Milano | 3 de juny de 1997      |                            |  |
| Davide Pacchiardo | 30 de maig de 1990     |                            |  |
| Gianmarco Rossi | 6 de març de 1997      |                            |  |
| Matteo Rotondi | 26 de setembre de 1996 |                            |  |
| Andrea Ruscetta | 17 de gener de 1990    |                            |  |
| Andrei Sazanov | 25 de gener de 1994    | Russian Helicopters (2014) |  |
| |                        |                            |  |
| Fonts: ProCyclingStats Cycling Archives |                        |                            |  |

| \| Llista de l'equip 2017 \| Llista de l'equip 2017 \| Llista de l'equip 2017 \| Llista de l'equip 2017 \| \| Ciclista \| Data de naixement \| Equip previ \| \| \| ---------------------- \| ---------------------- \| ------------------------- \| ---------------------- \| \| Adriano Brogi \| 20 de juliol de 1991 \| D'Amico Bottecchia (2015) \| \| \| Leonardo Canepa \| 30 de juny de 1997 \| \| \| \| Francesco Canepa \| 30 de juny de 1997 \| \| \| \| Andrea Di Federico \| 15 de febrer de 1995 \| \| \| \| Antonio Di Sante \| 25 de setembre de 1993 \| \| \| \| Francesco Gabriele \| 29 de març de 1998 \| \| \| \| Diego Guglielmetti \| 2 de març de 1998 \| \| \| \| Mirko Iafrati \| 27 de abril de 1998 \| \| \| \| Sebastian Lander \| 11 de març de 1991 \| ONE Pro Cycling (2016) \| \| \| Rossano Mauti \| 31 de maig de 1997 \| \| \| \| Davide Pacchiardo \| 30 de maig de 1990 \| \| \| \| Antonino Parrinello \| 2 de octubre de 1988 \| D'Amico Bottecchia (2016) \| \| \| Matteo Rotondi \| 26 de setembre de 1996 \| \| \| \| Andrea Ruscetta \| 17 de gener de 1990 \| \| \| \| Marco Tizza \| 6 de febrer de 1992 \| D'Amico Bottecchia (2016) \| \| \| \| \| \| \| \| Font: ProCyclingStats \| \| \| \| |                        |                           |  |
| Llista de l'equip 2017 |                        |                           |  |
| Ciclista | Data de naixement      | Equip previ               |  |
| Adriano Brogi | 20 de juliol de 1991   | D'Amico Bottecchia (2015) |  |
| Leonardo Canepa | 30 de juny de 1997     |                           |  |
| Francesco Canepa | 30 de juny de 1997     |                           |  |
| Andrea Di Federico | 15 de febrer de 1995   |                           |  |
| Antonio Di Sante | 25 de setembre de 1993 |                           |  |
| Francesco Gabriele | 29 de març de 1998     |                           |  |
| Diego Guglielmetti | 2 de març de 1998      |                           |  |
| Mirko Iafrati | 27 de abril de 1998    |                           |  |
| Sebastian Lander | 11 de març de 1991     | ONE Pro Cycling (2016)    |  |
| Rossano Mauti | 31 de maig de 1997     |                           |  |
| Davide Pacchiardo | 30 de maig de 1990     |                           |  |
| Antonino Parrinello | 2 de octubre de 1988   | D'Amico Bottecchia (2016) |  |
| Matteo Rotondi | 26 de setembre de 1996 |                           |  |
| Andrea Ruscetta | 17 de gener de 1990    |                           |  |
| Marco Tizza | 6 de febrer de 1992    | D'Amico Bottecchia (2016) |  |
| |                        |                           |  |
| Font: ProCyclingStats |                        |                           |  |

## Classificacions UCI
L'equip participà en els Circuits continentals de ciclisme des del 2015. La següent classificació estableix la posició de l'equip en finalitzar la temporada.
UCI Europa Tour
| Temporada | Classificació per equips | Millor ciclista en la classificació individual |
| --------- | ------------------------ | ---------------------------------------------- |
| 2015      | 71è                      | Filippo Fortin (164è)                          |
| 2016      | 67è                      | Filippo Fortin (208è)                          |
| 2017      | 71è                      | Marco Tizza (364è)                             |